# Deportivo Enersur
Deportivo Enersur là một câu lạc bộ bóng đá của Peru, chơi ở thành phố Ilo, Moquegua, Peru.

## Lịch sử
Câu lạc bộ Deportivo Enersur được thành lập vào ngày 1 tháng 2 năm 2003.
Copa Perú năm 2003, câu lạc bộ đi được đến vòng Quốc gia nhưng bị loại bởi Deportivo Educación.
Trong giải Copa Perú 2004, Copa Perú 2006 và Copa Perú 2009, câu lạc bộ là nhà vô địch cơ bản của Moquegua, nhưng không may thay đã bị loại ở Vòng đấu khu vực.

## Giải thưởng

### Khu vực
- Región VIII:

Vô địch (1): 2003
- Liga Depart Basic de Moquegua:

Vô địch (6): 2003, 2004, 2006, 2009, 2015, 2016
- Liga Tỉnh de Ilo:

Vô địch (1): 2013
- Liga Distrital de Ilo:

Vô địch (4): 2003, 2004, 2006, 2009